# تام آبرنتی
تام آبرنتی (انگلیسی: Tom Abernethy؛ زادهٔ ۶ مهٔ ۱۹۵۴) بازیکن بسکتبال اهل ایالات متحده آمریکا است.
از باشگاه‌هایی که در آن بازی کرده‌است می‌توان به ایندیانا پیسرز، گلدن استیت واریرز، و لس آنجلس لیکرز اشاره کرد.